# Гловацький Анатолій Васильович
Анатолій Васильович Гловацький (нар. 21 січня 1939, селище Криве Озеро, тепер Первомайського району Миколаївської області) — російський і радянський діяч, секретар Херсонського обласного комітету КПУ, директор Новокаховського електромашинобудівного заводу Херсонської області. 

## Біографія
Народився в селянській родині. Закінчив середню школу.
У 1956—1961 роках — студент механіко-технологічного факультету Одеського державного політехнічного інституту.
Член КПРС.
У 1961—1982 роках — інженер-технолог, начальник технічного бюро, заступник начальника ливарного цеху із техніки, начальник ливарного цеху, секретар партійного комітету, директор Новокаховського електромашинобудівного заводу Херсонської області.
У 1982—1985 роках — секретар Херсонського обласного комітету КПУ з питань промисловості.
У червні 1985—1987 роках — завідувач сектора електротехнічної промисловості відділу машинобудування ЦК КПРС.
У 1987—1992 роках — 1-й заступник міністра електротехнічної промисловості і приладобудування СРСР.
З 1992 року — керівник відкритого акціонерного товариства загальноросійського об'єднання електротехнічних підприємств «Роселпром». З 1993 року очолював закрите акціонерне товариство «Російський електротехнічний концерн», був генеральним директором ВАТ «Електротехнічна корпорація РОЕЛ».
На 2018—2019 роки — 1-й заступник генерального директора концерну «РУСЕЛПРОМ».

## Нагороди та відзнаки
- орден «Знак Пошани»
- медаль «За доблесну працю. В ознаменування 100-річчя з дня народження Володимира Ілліча Леніна» (1970)
- медаль «У пам'ять 850-річчя Москви»